# Frances Yates
Frances Amelia Yates, född 28 november 1899 i Southsea, Hampshire, död 29 september 1981 i Surbiton i Borough of Kingston i London, var en brittisk konst- och idéhistoriker. Hon var specialiserad på renässansen och dess syn på magi och esoterism.
Hennes mest kända verk är Giordano Bruno and the Hermetic Tradition (1964), där hon utforskade hermetismens roll hos mystikern Giordano Bruno, och mer generellt magins och mystikens roll under renässansen. The Art of Memory (1966) och The Rosencrucian Enlightenment (1972) är två av hennes andra mest kända verk. Yates skrev främst om renässansens ockulta eller nyplatoniska filosofier, som hon är känd för att göra mer tillgänglig till en bredare publik.

## Biografi

### Ungdom: 1899–1913
Frances Amelia Yates föddes den 28 november 1899 i kuststaden Southsea i södra England. Hon var det fjärde barnet till James Alfred och Hannah Malpas Yates. Fadern James Yates, son till en kunglig marinskytt, var chef vid fartygsvarvet i Southsea. Han var välbeläst och vinnlade sig om att ge sina barn tillgång till böcker. Religionen var viktig för familjen Yates, och man gick regelbundet i kyrkan. James var en hängiven anglikansk kristen, influerad av Oxfordrörelsen och sympatiskt inställd till den romersk-katolska kyrkan. Frances uttryckte dock redan vid en tidig ålder religiösa tvivel och hon ifrågasatte Bibelns bokstavliga tolkning.
1902 förflyttades fadern till Chatham Dockyards, och året därpå till Glasgow. 1911 gick fadern i pension, men fortsatte som rådgivare och expert vid skeppsvarv. Familjen flyttade regelbundet under de kommande åren, och de tillbringade somrarna i Frankrike.
På grund av alla flyttar blev Frances Yates skolgång lidande. Hon lärde sig läsa av sina systrar, och när de senare flyttat hemifrån tog hennes mamma över hemundervisningen. I Glasgow gick hon under en kortare tid på en privat skola, men när de flyttade därifrån gick hon inte i skolan alls. Trots bristen på formell utbildning, var hon en ivrig bokläsare. Hon tog starkt intryck av William Shakespeares pjäser, och romantikens och prerafaeliternas poesi, i synnerhet av Dante Gabriel Rossetti och John Keats. Hon började också själv skriva. I mars 1913, då hon bara var fjorton år gammal, publicerade den unga Frances Yates en novell i Glasgow Weekly Herald. Vid 16 års ålder började hon föra dagbok. Där förklarade hon : "min bror skrev dikter, min syster skriver romaner, min andra syster målar bilder och jag, jag måste och ska göra något. Jag är inte så bra på att måla, jag är inte bra alls på musik, så det är bara skrivande kvar. Så jag kommer att skriva."

### Tidig karriär: 1914–1938
Vid första världskrigets utbrott gick Yates bror med i den brittiska armén och omkom i strid 1915. "Kriget bröt sönder vår familj... Som tonåring bodde jag bland ruinerna" skrev Yates i sin dagbok.
Hon ansökte till University of Oxford för att studera historia, men misslyckades vid inträdesprovet. Familjen flyttade till Claygate i Surrey, till ett nybyggt hus som kom att bli Yates hem under resten av hennes liv. Systrarna lämnade Frances att ta hand om deras åldrande föräldrar. Regelbundet tog hon tåget in till centrala London, där hon tillbringade mycket tid med att forska i British Museums bibliotek.
I början av 1920-talet avlade hon grundexamen i franska vid University College, London. Inskriven som extern student, ägnade hon sig uteslutande åt sina studier och umgicks inte med de andra studenterna. Hon tilldelades sin Bacherlor of Arts med förstklassiga utmärkelser i maj 1924. Året därpå publicerade hon sin första vetenskapliga artikel, "Engelska skådespelare i Paris under Shakespeares livstid"", utgiven i det första numret av The Review of English Studies. Hon läste vidare till en Master of Arts i franska vid University of London, denna gång som internstudent. Hennes avhandling hade som titel "Bidrag till studiet av det franska sociala dramat under 1600-talet", och i den hävdade hon att pjäserna från denna period kunde ses som propaganda riktad mot analfabeter. Även om den skrevs inför en examen i det franska språket, var den mycket historisk och visade Yates tidiga intresse för att utmana tidigare antaganden och tolkningar av det förflutna. 1929-1934 undervisade hon i franska vid North London Collegiate School, men ogillade det då det lämnade henne för lite tid att ägna sig åt forskning.
Under ett besök vid London Public Record Office, upptäckte hon John Florio i ett vittnesmål från 1585. Hennes tredje vetenskapliga uppsats, "John Florio at the French Embassy", publicerades i The Modern Language Review 1929. Därpå följde en biografi om Florio,  John Florio: The Life of an Italian in Shakespeare's England, som Cambridge University Press publicerade 1934. Förlaget krävde att biografin förkortades och att Yates delvis själv finansierade utgivningen. Boken fick positiva recensioner, och Yates tilldelades British Academy's Mary Crawshaw Prize. Efter att tidigare ha förlitat sig på sin självlärda italienska, tillbringade hon sommaren 1935 på språkkurs vid University of Cambridge. Där träffade hon Nesca Robb och Linetta de Castelvecchio, som båda också studerade renässansen, och de kom att bli vänner för livet. Yates' andra bok, A Study of Love's Labour's Lost, en undersökning av Love's Labour's Lost, publicerades av Cambridge University Press 1936.
Under sin forskning om Florio kom Yates att fascineras av en av hans medarbetare, Giordano Bruno. Hon översatte Brunos La Cena de la ceneri (Askonsdagsnatten). I sin inledning argumenterade hon mot den rådande uppfattningen att Bruno varit en enkel förespråkare för  Copernicus' heliocentriska teorier. Hon hävdade att han istället efterlyst en återgång till den medeltida katolicismen. Yates hade påverkats av ett antal andra forskare som hade börjat erkänna magin och mystikens roll i renässanstanken: den franske vetenskapshistorikern Pierre Duhem, den amerikanske historikern Lynn Thorndike, och renässansforskaren Francis R. Johnson. Yates' biograf Marjorie Jones föreslog att denna tolkning delvis var påverkad av hennes egna religiösa åsikter. Influerad av romantikerna och prerafaeliterna, uppskattade hon katolska ritualer och var kritisk till den protestantiska reformationen.

### Ansluter sig till Warburginstitutet: 1939–1960
En av Yates vänner, Dorothea Singer, liksom hon historiker med fokus på Giordano Bruno, presenterade henne för Edgar Wind, biträdande direktör vid Warburginstitutet i London. På Winds inbjudan bidrog Yates med en artikel om "Giordano Brunos conflict with Oxford" i det andra numret av Journal of the Warburg Institute 1939, påföljd av "The Religious Policy of Giordano Bruno". i det tredje numret. I dessa två artiklar associerade hon dock ännu inte Bruno med hermetismen. 1941 erbjöd Warburgs direktör Fritz Saxl Yates ett jobb på institutet, som på denna tid låg i South Kensington i London. Hon accepterade, och fick i ansvar att redigera institutets tidskrift. Tjänsten lämnade henne tillräckligt med tid för sin egen forskning. När Storbritannien drogs med i andra världskriget mot Nazityskland, engagerade sig Yates. Hon lärde sig i första hjälpen vid Röda Korset och verkade sedan som frivillig ambulanspersonal. 1941 omkom hennes far under en flygräd, vilket föranledde att hon själv blev så olycklig att hon gick in i en djup depression.

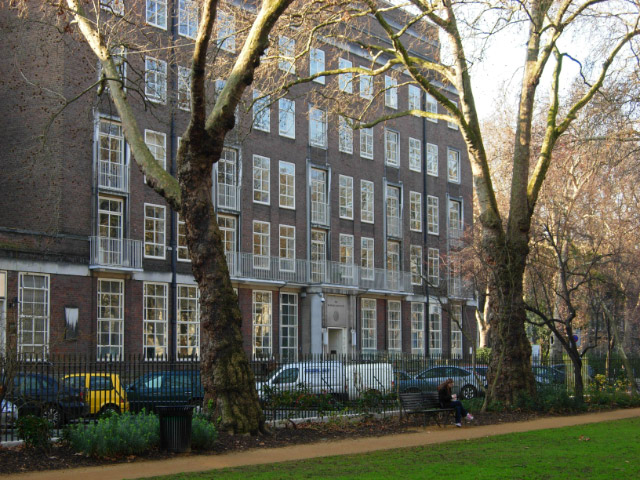
Warburginstitutet vid Woburn Square, London

1943 belönades Yates med Marion Reilly Award av British Federation of University Women. Hon var starkt engagerad i kampen mot nazismen, och höll bland annat ett tal inför förbundets kommitté för internationella relationer, med frågeställningen "Hur kommer historien att skrivas om tyskarna vinner detta krig?" På Warburginstitutet umgicks hon med bland andra Anthony Blunt, Margaret Whinney, Franz Boas, Ernst H. Gombrich, Gertrud Bing, Charles och Dorothea Singer, D.P. Walker, Fritz Saxl, Eugénie Droz, och Roy Strong. Vid denna tid utvecklade hon också en livslång vänskap med Jan van Dorsten och Rosemond Tuve, även de akademiker.
Efter Storbritanniens krigsseger var Yates en av forskarna på Warburginstitutet som starkt underströk behovet av en paneuropeisk historieskrivning, i syfte att motverka nationalismen som hade lett världen ut i krig. Initiativet, ansåg hon, måste vara både internationellt och tvärvetenskapligt. Hon beskrev detta nya tillvägagångssätt som "warburgsk historia", vilket hon definierade som "kulturens historia som helhet – tankens, vetenskapens, konstens historia, inklusive bildspråkets och symbolismens historia" Hon ansåg att skolan borde undervisa hela Europas historia, snarare än varje enskilt lands.
1947 publicerade Warburginstitutet Yates tredje bok, The French Academies of the Sixteenth Century. Hon beskrev det som "ett ambitiöst försök att tillämpa det ’warburgska arbetssättet’, att använda konst, musikfilosofi, religion" för att belysa ett specifikt ämne. Året därpå påbörjade hon sitt arbete om Giordano Bruno, och tillbringade september 1951 i Italien där hon besökte platser förbundna med hans liv. 1948 hade båda Yates systrar flyttat tillbaka till familjens hem i Claygate. 1951 dog hennes ena syster, och mamman året därpå. Trots den tunga sorgen som drabbat henne, fortsatte hon sin forskning och publicerade som regel två eller tre vetenskapliga artiklar per år och föreläste flitigt vid ett flertal universitet runtom i Storbritannien.
1954 blev Gertrud Bing direktör för Warburginstitutet, som flyttades från South Kensington till en specialbyggd byggnad i Bloomsbury. Bing och Yates var nära vänner, och de for ofta på semester tillsammans. I sin fjärde bok, The Valois Tapestries, utgiven 1959, utforskade Yates gobelängerna i Uffizierna i Florens. Hennes slutsats i boken var att de var menade som porträtt av den franska kungafamiljen.

### Internationellt erkännande: 1961–1981
Yates vetenskapliga produktivitet ökade ytterligare på 1960- och 1970-talen, då hon också var en regelbunden bokrecensent för The New York Review of Books. 1961 kom Yates' Giordano Bruno and the Hermetic Tradition, som har kommit att betraktas som hennes mästerverk. I sin dagbok skrev hon att hon nu "såg Hermeticismen som grundläggande för förståelsen av Bruno och hela synen på renässansens magi i förhållande till honom." Hon hade blivit uppmuntrad att anamma denna syn av sin vän, D.P. Walker. Boken publicerades 1964 av Cambridge University Press. Verket gav henne internationell vetenskaplig berömmelse, och 1965 var hon på föreläsningsturné i USA. Hennes nästa verk var delvis en uppföljare till Giordano Bruno and the Hermetic Tradition, och publicerades med titeln The Art of Memory in 1966. 1967 invaldes hon till Fellow of the British Academy (FBA). 1969 publicerade hon Theatre of the World. Hennes nästa bok, utgiven av Routledge 1972, var The Rosicrucian Enlightenment, där hon undersökte inflytandet som Rosenkreuzarnas manifest haft i 1500-talets Europa.
1971 utsågs Yates till hedersdoktor vid University of East Anglia, och i New Year Honours 1972 utmärktes hon med Brittiska imperieorden för sina tjänster inom konsthistorien. I oktober 1973 belönades hon med Wolfson Award om 5000 pund för sitt samlade verk, och i januari 1974 höll hon fyra Northcliffe-föreläsningar vid University College London (UCL).De skulle därefter publiceras av Routledge 1975 under titeln Shakespeare's Last Plays: A New Approach. Hon valdes in som utländsk hedersmedlem i American Academy of Arts and Sciences 1975. Samma år publicerades också Astraea: The Imperial Theme in the Sixteenth Century, en antologi över de föreläsningar hon hållit på 1950-talet. I februari 1976 erbjöd Smith College i Northampton, Massachusetts Yates Kennedy-professuren, vilket hon dock tackade nej till.
Yates adlades vid brittiska drottningens födelsedagsfirande 1977 med Brittiska imperieorden (DBE) för sina studier av renässansen. 1978 tilldelade Universitetet i Pisa henne priset Premio Galilio Galilie för sin forskning inom italiensk historia. I mars 1979 tilldelade British Academy henne ett anslag på £2000 för att hon skulle kunna fortsätta resa till London för att bedriva forskning.
År 1974 hölls en akademisk konferens på UCLA:s Clark Library in Los Angeles i Kalifornien om vad som kom att kallas "Yates-tesen". Under det sista decenniet av hennes liv blev kritikerna mot henne både fler och mer frispråkiga. 1979 publicerade Yates The Occult Philosophy in the Elizabethan Age, där hon diskuterade platsen för den kristna kabbalan under renässansen och dess inflytande på den kristna nyplatonismen. Den visade sig inte vara lika framgångsrik som böckerna hon gett ut på 1960-talet.
Under tidigt 1970-tal påbörjade hon en självbiografi, inspirerad av E.M. Forsters biografi över Goldsworthy Lowes Dickinson. Den var ännu oavslutad vid hennes död, och delar av den publicerades postumt.
I mars 1979 flyttade Yates sin syster Ruby till ett vårdhem, och hon gav sig sedan ut på föreläsningsturné i USA. Systern dog i maj 1980 och Frances Yates var nu den sista överlevande medlemmen av familjen.
År 1980 valdes Yates till utländsk medlem av den Kungliga Nederländska Akademin för Konst och Vetenskap. Sommaren 1981 begav hon på föreläsningsturné i Ungern, och insåg att den engelskspråkiga forskningen hade försummat Centraleuropa. Hennes sista föreläsning hölls vid katedralen i Manchester och handlade om John Dee, som hon börjat bli alltmer intresserad av. Kort därefter föll hon omkull hemma och lades in på sjukhus med ett sprucket lårben. Hon återhämtade sig och återvände hem, men dog kort därpå i sömnen.

## Vetenskapliga skrifter
Med publiceringen av Giordano Bruno and the Hermetic Tradition betonade Yates hermetismens roll under renässansen, och lyfte intresset för mystik, magi och gnosticism från senantiken som arv från medeltiden. Yates ansåg att den kringresande katolske prästen Giordano Bruno avrättats år 1600 för att ha förespråkat den hermetiska traditionen snarare än för hans bekräftelse av kosmisk excentricitet (Copernicus). Hennes verk uppmärksammade den roll som magin spelat i tidigmodern vetenskap och filosofi. Historieforskaren Keith Thomas hänvisar till Yates, tillsammans med Piyo M. Rattansi, för den grundläggande poängen att hermetiskt tänkande matade in i grunderna för modern vetenskap, för att senare skingras.
| ” | Michel Foucault och Frances Yates har varit avgörande inom detta forskningsfält, även om de bitvis blivit omstridda. De har omöjliggjort för historiker att ignorera rollen som olika former av magiskt tänkande och praktik haft under Renässansen. | „ |

Marjorie Jones hävdar i sin biografi över Frances Yates att Giordano Bruno and the Hermetic Tradition "galvaniserade renässanshistoriografin" genom att illustrera hur stor roll mystik och magi hade inom renässanskulturen och den vetenskapliga revolutionen. Hon hävdar vidare att boken  "förde [Yates] till spetsen för renässansstudier."

## Berömmelse
Religionshistoriker Henrik Bogdan hävdade att Yates arbete var "avgörande för att förändra attityden inom vetenskapshistoria och filosofi gentemot esoterismen."
Även om några av hennes slutsatser senare skulle ifrågasättas av andra forskare förblir Yates en av de främsta forskarna inom hermeticismen under Renässansen i Europa. Hennes bok The Art of Memory (1966) har utsetts till en av 1900-talets mest betydelsefulla fackböcker. Filosofen Paolo Rossi identifierade två nyckelpunkter i den: den tidigare betydelsen och senare förlusten av mnemoteknik (minneskonsten), och han hävdar att hon överskattade den ockulta eller "Jungianska" aspekten. Han lyfter även fram den påföljande marginaliseringen av området. Frances Yates and the Hermetic Tradition av Marjorie G. Jones, den första biografin över Yates, utkom 2008 hos Ibis Press.

### Vetenskaplig kritik
Inom kritiken av Frances Yates anser man att hon lade grunden för ett paradigm, alltså ett snävt tankesystem. Med termen Yates-paradigmet (eller Yates-tesen) ifrågasätter många forskare idag hennes arbete. Wouter Hanegraaff tycker att det är märkligt att den forskare som lanserade studierna kring esoterismen nu avvisas. Å andra sidan, menar han, fanns det ingen enhetlig esoterisk tradition när hon påbörjade sitt arbete, och därför är kritiken endast hållbar vid en selektiv läsning av hennes verk. Kritikerna av Yates inkluderar Lodovico Lazzarelli och Antoine Faivre, som har föreslagit en tydligare definition av esoterismen.
Hanegraaff hävdar att mottagandet av Yates arbete färgats av dåtidens tidsanda, Zeitgeist. Ett extra antagande, att magus hade en tanketradition som kunde återupptäckas, blev populärt. Vidare hävdar han att det essentialistiska snarare än nominalistiska bruket av själva termen "esoterism" har skadat forskningsområdet. "Yates-paradigmet", enligt hans uppfattning, var dominerande under 1970-talet men gav vika för andra tolkningar på 1980-talet.
Enligt Brian Vickers finner vi Rattansi, A.G. Debus och Peter J. French på ena sidan i Yates-debatten, och M.B. Hesse, Edward Rosen, Paolo Rossi och Charles Trinkaus på andra sidan. Han noterar att debatten (fram till 1984) inte fördes utifrån en granskande läsning av texter och bevis.
Yates forskning har kritiserats för att utgå från vad hon själv kallade sin personliga "kraftiga historiska fantasi." Hon lade fram teorier som inte kunde befästas utifrån dokumentära bevis, något som många historiker har sett som en brist i hennes metodik. Men hon "hanterade traditioner som låg så långt bak i tiden att de inte gick att överbrygga, även om hon gjorde dem mer förståeliga."

## Privatliv
Yates biograf Marjorie G. Jones beskrev henne som en "djupt emotionell, till och med passionerad" kvinna, som var "depressiv, lynnig, [och] ofta olycklig", samt att hon var mycket beslutsam och hårt arbetande. Jones noterade att Yates förblev en produkt av det viktorianska tanke- och värdesystemet under hela sitt liv. Hon var mycket kritisk till nationalismen, och såg den som orsaken till de europeiska krigen i början av 1900-talet. Hon försökte hitta en lösning på Europas historiska konflikter, särskilt på 1500-talet. Men när det kom till partipolitik var hon till stor del opolitisk.
År 1942 kommenterade hon att "jag är en anglikan som har den historiska uppfattningen att den nazistiska [dvs protestantiska] revolutionen 1559, och alla de eländiga komplikationer som följde, berövade mig en del av mitt naturliga och inhemska arv som engelsk katolik."
Yates dagböcker anspelar bara på en potentiell romantisk relation, med en man vid namn Leonard. Men det saknas bevis för ett faktiskt förhållande. Det finns heller inga bevis för att hon överhuvudtaget haft någon sexuell relation.
År 2017 medverkade Marjorie G. Jones i en konferens, London's Women Historians, som hölls vid Institute of Historical Research i London.

## Frances Yates och Sverige
Trots Frances Yates stora inflytande inom studierna av esoterism och i synnerhet inom hermetismen sedan mer än ett halvsekel tillbaka har ingen av hennes böcker hittills utgivits på svenska.

## Verk
- John Florio: The Life of an Italian in Shakespeare's England (1934)
- A study of Love's labour's lost  (1936)
- The French Academies of the Sixteenth Century (1947)
- The Valois Tapestries (1959)
- Giordano Bruno and the Hermetic Tradition (1964) ISBN 9780226950075
- The Art of Memory (1966) ISBN 9780226950013
- Theatre of the World (1969)
- The Rosicrucian Enlightenment (1972)
- Astraea : The Imperial Theme in the Sixteenth Century (1975)
- Shakespeare's Last Plays: A New Approach (1975)
- The Occult Philosophy in the Elizabethan Age (1979)
- Lull and Bruno (1982) Collected Essays I
- Renaissance and Reform : The Italian Contribution (1983) Collected Essays II
- Ideas and Ideals in the North European Renaissance (1984) Collected Essays III

## Utmärkelser
- Ledamot av British Academy,  1967[114]
- Officer av Brittiska imperieorden,  1972[114]
- Wolfson History Prize,  1973[114]
- Dame Commander av Brittiska imperieorden,  1977[114]
- Fellow of the American Academy of Arts and Sciences

[Redigera Wikidata]